# Esclavelles
 Esclavelles  es una población y comuna francesa, en la región de Alta Normandía, departamento de Sena Marítimo, en el distrito de Dieppe y cantón de Neufchâtel-en-Bray.

## Demografía
| 430 | 390 | 348 | 363 | 328 | 308 |
| Para los censos de 1962 a 1999 la población legal corresponde a la población sin duplicidades (Fuente: INSEE [Consultar]) |     |     |     |     |     |